# Mięśnie bliźniacze górny i dolny

Mięsień bliźniaczy górny podpisany Superior gemellus, mięsień bliźniaczy dolny – Inferior gemellus.

Mięśnie bliźniacze górny i dolny (łac. musculi gemelli superior et inferior) – w anatomii człowieka dwa małe, lekko spłaszczone mięśnie należące do grupy mięśni brzusznych obręczy kończyny dolnej. Biegną one poprzecznie z obwodu wcięcia kulszowego mniejszego kości kulszowej do krętarza większego kości udowej. Mięsień bliźniaczy górny swój przyczep początkowy ma na kolcu kulszowym, a mięsień bliźniaczy dolny na górnym brzegu guza kulszowego. Oba włókna biegną równolegle i kończą się częściowo w ścięgnie zasłaniacza wewnętrznego, częściowo wraz z nim w dole krętarzowym kości udowej. Unaczynione są przez tętnicę pośladkową dolną, tętnicę zasłonową i tętnicę sromową wewnętrzną, a unerwione przez nerw do mięśnia zasłaniacza wewnętrznego i nerw do mięśnia czworobocznego uda (L5–S1). Ich funkcją jest obracanie na zewnątrz i odwodzenie uda w stawie biodrowym, wspomagając działanie mięśnia zasłaniacza wewnętrznego.